# Primeira Liga 2002-03
La Primeira Liga 2002/03 fue la 69.ª edición de la máxima categoría de fútbol en Portugal. Porto ganó su 19° título.

## Tabla de posiciones
|    | Equipo               | Pts | PJ | PG | PE | PP | GF | GC |
| -- | -------------------- | --- | -- | -- | -- | -- | -- | -- |
| 1  | FC. Porto            | 86  | 34 | 27 | 5  | 2  | 73 | 26 |
| 2  | Benfica              | 75  | 34 | 23 | 6  | 5  | 74 | 27 |
| 3  | Sporting de Portugal | 59  | 34 | 17 | 8  | 9  | 52 | 38 |
| 4  | Vitória Guimarães    | 50  | 34 | 14 | 8  | 12 | 47 | 46 |
| 5  | Leiria               | 49  | 34 | 13 | 10 | 11 | 49 | 47 |
| 6  | Paços de Ferreira    | 45  | 34 | 12 | 9  | 13 | 40 | 47 |
| 7  | Marítimo             | 44  | 34 | 13 | 5  | 16 | 36 | 48 |
| 8  | Gil Vicente          | 44  | 34 | 13 | 5  | 16 | 42 | 53 |
| 9  | Belenenses           | 43  | 34 | 11 | 10 | 13 | 47 | 48 |
| 10 | Boavista             | 43  | 34 | 10 | 13 | 11 | 32 | 31 |
| 11 | Nacional Madeira     | 40  | 34 | 9  | 13 | 12 | 40 | 46 |
| 12 | Moreirense           | 39  | 34 | 9  | 12 | 13 | 42 | 46 |
| 13 | Beira-Mar            | 39  | 34 | 10 | 9  | 15 | 43 | 50 |
| 14 | Braga                | 38  | 34 | 8  | 14 | 12 | 34 | 47 |
| 15 | Académica de Coimbra | 37  | 34 | 8  | 13 | 13 | 38 | 48 |
| 16 | Varzim               | 36  | 34 | 10 | 6  | 18 | 38 | 51 |
| 17 | Santa Clara          | 35  | 34 | 8  | 11 | 15 | 39 | 54 |
| 18 | Vitória Setúbal      | 31  | 34 | 6  | 13 | 15 | 40 | 53 |

|  | Campeón de Portugal y clasificado a la Fase de grupos de la Liga de Campeones |
|  | Clasificado a la Tercera ronda previa de la Liga de Campeones                 |
|  | Clasificado a la Primera ronda de la Copa de la UEFA                          |
|  | Descenso a la Segunda Liga                                                    |

## Campeón
|                             |
| Campeón FC Porto 19° título |

## Goleador
| Jugador      | Equipo       | Goles |
| ------------ | ------------ | ----- |
| 🇵🇹 Simão     | FC. Benfica  | 18    |
| 🇸🇳 Fary Faye | SC Beira-Mar | 18    |